# ISO 15118
ISO 15118 és una normativa internacional (creada per l'ISO) que especifica una interfície de comunicacions entre un vehicle i la xarxa elèctrica (V2G, Vehicle to Grid) per a càrregues/descàrregues bidireccionals de vehicles elèctrics. ISO 15118 és un dels grups internacionals de normatives sobre vehicles elèctrics. La darrera versió de la norma es pot esbrinar aquí.

## Parts de la norma

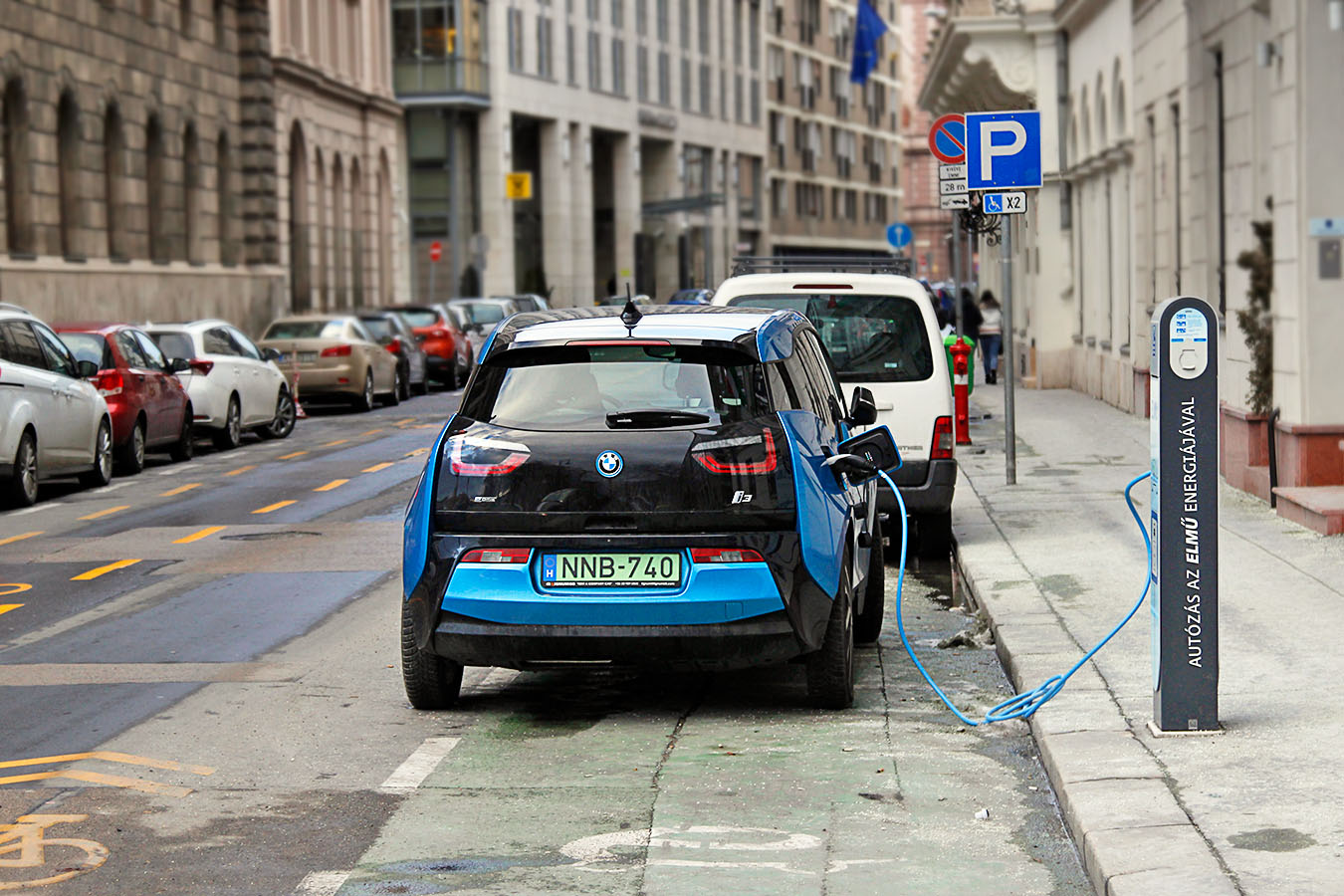
Fig.1 Vehicle elèctric

L'ISO 15118 consta de les següents parts, detallades en documents normatius separats :
| Part             | Descripció                                                                            |
| ---------------- | ------------------------------------------------------------------------------------- |
| ISO 15118-1      | Informació general i guia d'ús                                                        |
| ISO 15118-2      | Requeriments del protocol d'aplicació i xarxa                                         |
| ISO 15118-3      | Requeriments de les capes fisica i d'enllaç de dades                                  |
| ISO 15118-4      | Test de conformitat del protocol d'aplicació i xarxa                                  |
| ISO/FDIS 15118-5 | Test de conformitat de les capes fisica i d'enllaç de dades                           |
| ISO/DIS 15118-6  | Informació general i guia d'ús per a comunicacions sense cables                       |
| ISO/CD 15118-7   | Requeriments del protocol d'aplicació i xarxa per a comunicacions sense cables        |
| ISO/FDIS 15118-8 | Requeriments de les capes fisica i d'enllaç de dades per a comunicacions sense cables |